# LOD (Aspe)
De LOD ofwel Lokale Opsporingsdienst is de naam van de recherche-afdeling van de politie in de boeken van Pieter Aspe.

## Leden van de LOD
- Pieter Van In
- Guido Versavel
- Robert Bruynooghe
- Carine Neels
- Mitch Dedecker
- Tom Smeekens

## Verbonden aan de LOD
- Hoofdcommissaris Roger De Kee
- Procureur Jozef Beekman
- Onderzoeksrechter Hannelore Martens
- Klaas Vermeulen
- Burgemeester Patrick Moens